# Maeve Kyle
Maeve Esther Enid Kyle z domu Shankey (ur. 6 października 1928 w Kilkenny, zm. 23 lipca 2025) – irlandzka lekkoatletka, sprinterka i biegaczka średniodystansowa, trzykrotna olimpijka.
Wystąpiła w biegu na 100 metrów i biegu na 200 metrów na igrzyskach olimpijskich w 1956 w Melbourne, ale w obu konkurencjach odpadła w eliminacjach. Podobnie zakończył się jej start w biegach na 100 jardów i 220 jardów na igrzyskach Imperium Brytyjskiego i Wspólnoty Brytyjskiej w 1958 w Cardiff, na których reprezentowała Irlandię Północną, zaś północnoirlandzka sztafeta 4 × 110 jardów z jej udziałem zajęła 6. miejsce w finale tych igrzysk. Na igrzyskach olimpijskich w 1960 w Rzymie również odpadła w eliminacjach biegów na 100 metrów i na 200 metrów.
Na mistrzostwach Europy w 1962 w Belgradzie Kyle zajęła 6. miejsce w finale biegu na 400 metrów, a w biegu na 800 metrów odpadła w eliminacjach, ale ustanowiła rekord Irlandii z czasem 2:13,0. Dotarła do półfinałów biegów na 400 metrów i na 800 metrów na igrzyskach olimpijskich w 1964 w Tokio.
Na pierwszych europejskich igrzyskach halowych w 1966 w Dortmundzie zdobyła brązowy medal w biegu na 400 metrów, ulegając jedynie Heldze Henning z RFN i Libuše Macounovej z Czechosłowacji. Odpadła w eliminacjach biegów na 400 metrów i na 800 metrów na mistrzostwach Europy w 1966 w Budapeszcie. Zajęła 8. miejsce w biegu na 400 metrów i 7. miejsce w sztafecie 4 × 100 metrów na igrzyskach Brytyjskiej Wspólnoty Narodów w 1970 w Edynburgu (jako reprezentantka Irlandii Północnej).
Kyle była mistrzynią Irlandii w biegu na 440 jardów w 1966, a także mistrzynią „All–Ireland” w biegu na 440 jardów i w biegu na 80 metrów przez płotki w 1966 oraz w pięcioboju w 1965. Była również mistrzynią Wielkiej Brytanii (AAA) w biegu na 440 jardów w 1961, wicemistrzynią w 1963 oraz brązową medalistką w 1962 i 1964, a także brązową medalistką w biegu na 220 jardów w 1959.
Z powodzeniem także występowała w hokeju na trawie.
29 grudnia 2007 została Oficerem Orderu Imperium Brytyjskiego.